# 아란칼
아란칼(破面 / Arrancar)은 블리치에 나오는 존재들로, 소울 소사이어티에서 붕옥(崩玉)을 탈취해 웨코문도로 달아난 아이젠 소스케가 붕옥의 힘을 이용해 만든 특수한 호로들. 이 아란칼들은 붕옥의 힘에 의해 호로 때 쓰고 있던 가면을 벗고 사신의 힘을 새로이 얻었으며 아란칼로 변하면서 호로 시절의 괴물 같은 모습에서 그나마 인간의 모습으로 가까워지지만 지능이 낮은 개체일수록 아란칼로 진화해도 호로의 모습에 가깝다.(현재 작중에 나오는 아란칼들은 대부분이 메노스들을 대상으로 했기 때문에 계급을 떠나서 인간 형태로 진화한 개체가 굉장히 많다. 이걸 보고 대부분의 사람들이 진화한 아란칼이 전부 다 바스트로데 급이라고 오해를 하곤 하는데, 인간형으로 진화했다고 해서 전부 다 바스트로데 급은 아니다.) 사신의 힘인 도검 해방의 사용이 가능해졌으며 호로의 기술도 사용할 수 있다. 명칭의 뜻은 스페인어로 깨부수다(Break)

## 멤버

### 라스 노체스(虛夜宮 / Las Noches)
아이젠 소스케와 그 휘하의 아란칼들이 거주하는, 웨코문도에 위치한 아이젠의 궁전. 원래는 세군다 에스파다(第 2十刃 / Segunda Espada)였던 바라간 루이젠번의 궁전이었으나 아이젠 소스케가 탈취했다.

### 에스파다(十刃 / Espada)
아이젠 소스케가 붕옥을 통해서 만들어 낸 여러 아란칼 중에서도 살육능력이 가장 높은 순서대로 1에서 10까지 숫자를 각기 다른 신체부위에 새기고, 11부터 그 이상의 아란칼들을 다스릴 수 있는 권한을 지닌 아란칼. 아이젠은 바스트로데 급의 호로들로 에스파다를 완성하려 했다. 명칭의 뜻은 스페인어로 검(Sword)
-에스파다 명칭-
- No.1 프리메라 에스파다 - 코요테 스타크+1(고독)
- No.2 세군도 에스파다 - 바라간 루이젠번(노화)
- No.3 트레스 에스파다 - 티아 하리벨(희생)
- No.4 콰트로 에스파다 - 우르키오라 쉬퍼(허무)
- No.5 퀸토 에스파다 - 노이트라 질가(절망)
- No.6 세스타 에스파다 - 그림죠 재거잭(파괴)
- No.7 셉티마 에스파다 - 조마리 루루(도취)
- No.8 옥타바 에스파다 - 자엘아폴로 그란츠(광기)
- No.9 누메노 에스파다 - 아로니로 아루루에리(탐욕)
- No.0 세로 에스파다 - 야미 리야르고(분노)

### 누메로스(數字持者 / Numeros)
에스파다를 포함하여 아이젠 휘하에 있는 아란칼들 중에서 2자리의 수를 부여받은 아란칼. 메노스 레벨의 호로를 아란칼로 진화시킨 다음 에스파다만 따로 빼내고 남은 아란칼들에겐 11번 이하의 숫자를 부여한다. 이중에 아이젠이 붕옥으로 제작하여 존재를 만들어낸 아란칼도 있다. 대개 길리안 급의 메노스가 주로 많다. 명칭의 뜻은 스페인어로 숫자를 지닌 자들(Numbers)'

### 프라시온(從屬官 / Fracción)
에스파다가 No.11 이하에 있는 아란칼들 중에서 골라 개인 직속으로 두는 아란칼. 프라시온의 명칭은 '섬기는 에스파다의 번호 + 프라시온'의 형식으로 불린다.(Ex : '세스타 에스파다'(第6十刃)인 그림죠의 프라시온이라고 하면 '세스타 프라시온'(第6從屬官)이 된다.) 명칭의 뜻은 스페인어로 파편(Fraction)

### 엑세키아스(葬討部隊 / Exequias)
라스 노체스의 침입자나 반역자를 처리하는 것이 주 임무인 부대. 대장인 루드본을 선두로 똑같은 해골 가면을 쓴 대원들로 이루어져 있으나 사실은 그 해골 가면을 쓴 대원들은 루드본의 '레스렉시온'의 능력으로 만들어진 호로들이다. 명칭의 뜻은 스페인어로 장례(Funeral)

### 프리바론 에스파다(十刃 漏落者 / Pribaron Espada)
과거엔 에스파다였으나 여러 가지 사정으로 인해 현재는 에스파다에서 추방된 자들. 2자리 숫자가 아닌 3자리 숫자를 부여받게 되었으며, 과거 에스파다였던만큼 누메로스들보다는 뛰어난 실력을 지니고 있다. 다른 이름으로 '트레스 시프라스'(3자리수)라고도 불린다. 명칭의 뜻은 스페인어로 녹이 슨 검(Deprived Sword)